# Gret Haller

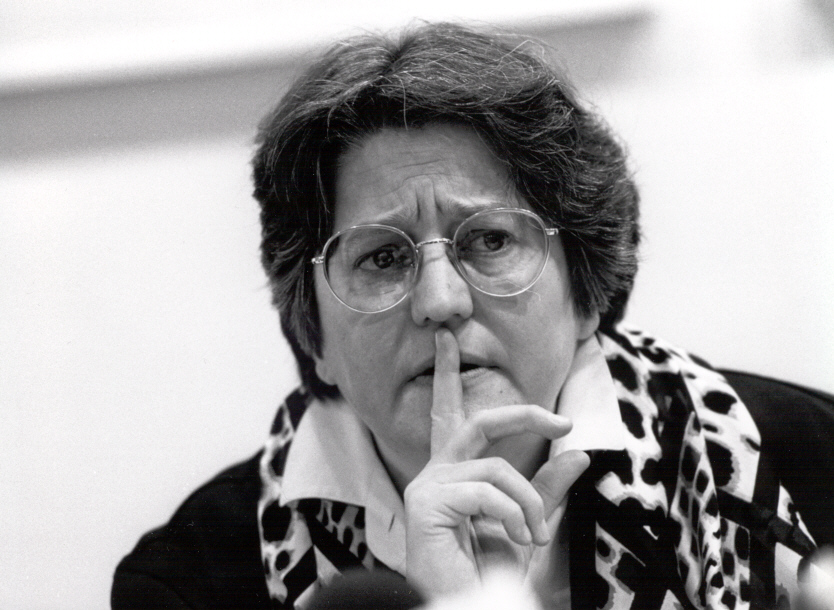
Gret Haller (1996)

Gret Haller (* 1. Oktober 1947 in Zürich) ist eine Schweizer Publizistin und ehemalige Politikerin (SP). Im Amtsjahr 1993/94 war sie Nationalratspräsidentin.

## Leben und Wirken
Gret Haller wuchs mit drei Geschwistern auf. Die ökonomischen Schwierigkeiten der alleinerziehenden Mutter prägten und politisierten sie.
1973 wurde sie an der Universität Zürich zu den UNO-Menschenrechtskonventionen und der rechtlichen Stellung der Frau in der Schweiz promoviert. Danach arbeitete sie zunächst in einem privaten Büro für Architektur und Stadtplanung, dann von 1975 bis 1977 als Beamtin im Eidgenössischen Justiz- und Polizeidepartement. Von 1978 bis 1984 leitete er schliesslich eine private Anwaltskanzlei.

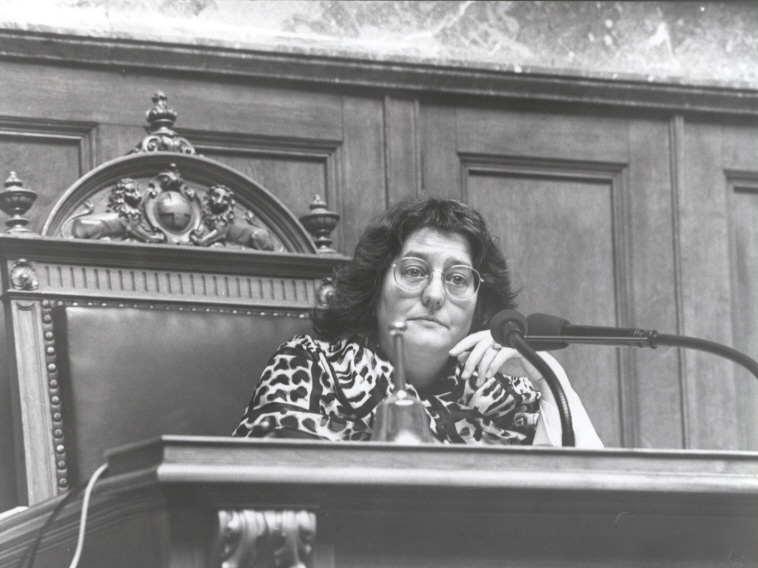
Gret Haller, Nationalratspräsidentin 1993/94

Von 1984 bis 1988 war sie Mitglied des Gemeinderats der Stadt Bern, von 1987 bis 1994 Mitglied des Schweizerischen Nationalrats sowie der Parlamentarischen Versammlungen des Europarates und der OSZE. Im Amtsjahr 1993/94 fungierte sie als Nationalratspräsidentin und von 1994 bis 1996 als Botschafterin der Schweiz beim Europarat in Strassburg. 1996 bis 2000 wirkte sie im Auftrag der OSZE als Ombudsfrau für Menschenrechte des Staates Bosnien-Herzegowina in Sarajevo. 2007 wurde sie für vier Jahre zum Kommissionsmitglied der Europäischen Kommission für Demokratie durch Recht des Europarates, der sogenannten Venedig-Kommission, ernannt.
Im Jahr 2004 wurde Gret Haller der Ehrendoktortitel der Universität St. Gallen verliehen. Seit 2006 ist sie als Gastwissenschaftlerin, seit 2007 auch als Lehrbeauftragte am Institut für Kriminalwissenschaften und Rechtsphilosophie der Johann Wolfgang Goethe-Universität Frankfurt am Main tätig.  Seit 2014 ist sie Präsidentin der Schweizerischen Gesellschaft für Aussenpolitik.

## Werke (Auswahl)
- Die UNO-Menschenrechtskonventionen und die rechtliche Stellung der Frau in der Schweiz. Zürich: Schulthess Polygraphischer Verlag 1973. ISBN 3-7255-1509-3. (Diss. iur. Univ. Zürich). (Zürcher Beiträge zur Rechtswissenschaft; 431).
- Frauen und Männer: Partnerschaft oder Gleichmacherei? Versorgungsunabhängigkeit für alle. Gümligen: Zytglogge-Verlag 1980. ISBN 3-7296-0119-9.
- Grenzbegehung. Im Randgewebe der politischen Strukturen. Gümligen: Zytglogge-Verlag 1983. ISBN 3-7296-0176-8.
- Streitbare Friedfertigkeit. Gümligen: Zytglogge-Verlag 1987. ISBN 3 7296 0269 1.
- Politik der Götter. Europa und der neue Fundamentalismus. Berlin: Aufbau-Verlag 2005.
- Die Grenzen der Solidarität. Europa und die USA im Umgang mit Staat, Nation und Religion. Berlin: Aufbau-Verlag 2002.
- mit Klaus Günther und Ulfrid Neumann (Hg.): Menschenrechte und Volkssouveränität in Europa. Gerichte als Vormund der Demokratie?. Frankfurt am Main: Campus Verlag 2011. ISBN 978-3-593-39283-7.
- Menschenrechte ohne Demokratie?: Der Weg der Versöhnung von Freiheit und Gleichheit. Berlin: Aufbau Verlag 2012. ISBN 978-3-351-02751-3. Rezension: Grit Eggerichs: Problemfall Balkan, DLF, 26. November 2012.